# Togo i olympiska sommarspelen 1992
Togo deltog i de olympiska sommarspelen 1992 med en trupp bestående av sex manliga deltagare, men ingen av dessa erövrade någon medalj.

## Friidrott
Herrar
| Idrottare           | Gren                | Heat     | Heat      | Kvartsfinal      | Kvartsfinal      | Semifinal        | Semifinal        | Final            | Final            |
| Idrottare           | Gren                | Resultat | Placering | Resultat         | Placering        | Resultat         | Placering        | Resultat         | Placering        |
| ------------------- | ------------------- | -------- | --------- | ---------------- | ---------------- | ---------------- | ---------------- | ---------------- | ---------------- |
| Boevi Youlou Lawson | Herrarnas 100 meter | 10,69    | 4         | Gick inte vidare | Gick inte vidare | Gick inte vidare | Gick inte vidare | Gick inte vidare | Gick inte vidare |